# Linus Ullmark
Sven Linus Ullmark (* 31. Juli 1993 in Lugnvik) ist ein schwedischer Eishockeytorwart, der seit Juni 2024 bei den Ottawa Senators in der National Hockey League unter Vertrag steht. Zuvor war er sechs Jahre für die Buffalo Sabres sowie drei Spielzeiten für die Boston Bruins aktiv. Im Jahre 2023 gewann er die Vezina Trophy als bester Torhüter sowie die William M. Jennings Trophy als Torwart mit den wenigsten Gegentoren der NHL.

## Karriere

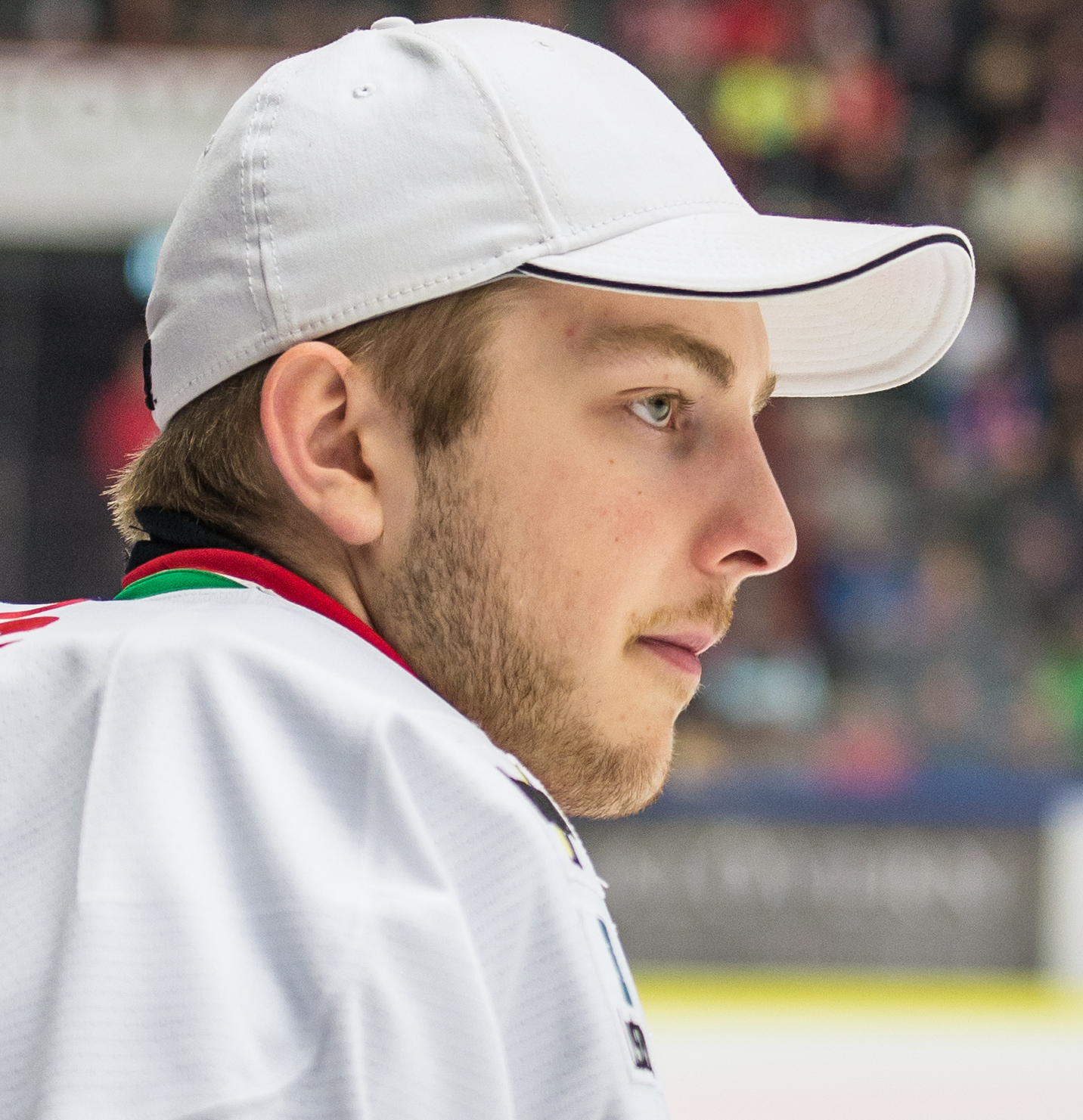
Linus Ullmark (2013)

Linus Ullmark spielte in seiner Jugend unter anderem in der Nachwuchsabteilung von Kramfors-Alliansen in Kramfors, unweit seines Heimatortes Lugnvik. Während der Saison 2009/10 wechselte er zu MODO Hockey und durchlief dessen Juniorenteams, wobei er ab der Spielzeit 2012/13 regelmäßig in der J20 SuperElit zum Einsatz kam, der höchsten Nachwuchsspielklasse des Landes. Parallel dazu debütierte er in drei Spielen für das Profiteam von MODO in der Elitserien, der ranghöchsten Liga Schwedens. Anschließend wählten ihn die Buffalo Sabres im NHL Entry Draft 2012 an 163. Position aus. Das Folgejahr 2012/13 verbrachte der Torhüter ebenfalls hauptsächlich in der SuperElit und lief zudem leihweise für den Mora IK in der zweitklassigen Allsvenskan auf. Mit Beginn der Spielzeit 2013/14 etablierte er sich im Herrenteam von MODO und kam in seiner ersten kompletten Profisaison in 35 Spielen auf eine Fangquote von 93,1 %, mit der er die gesamte Liga anführte und daher mit der Honkens trofé als bester Torwart ausgezeichnet wurde.
In der Folge unterzeichnete Ullmark im Mai 2014 einen Einstiegsvertrag bei den Buffalo Sabres, jedoch wurde er für die folgende Saison zurück an seinen schwedischen Stammverein MODO verliehen. Nachdem er im KHL Junior Draft 2015 an 99. Position vom HK Awangard Omsk berücksichtigt wurde, wechselte der Schwede mit Beginn der Spielzeit 2015/16  fest in die Organisation der Sabres. Diese setzten ihn seither vorrangig bei ihrem Farmteam, den Rochester Americans, in der American Hockey League (AHL) ein, während er in seiner Rookie-Saison auch auf 20 Spiele für die Sabres in der National Hockey League (NHL) kam. An diese Einsatzzeiten konnte er in den folgenden Jahren jedoch nicht anknüpfen, so verzeichnete er 2016/17 eine sowie 2017/18 fünf NHL-Partien. Zur Saison 2018/19 erspielte er sich jedoch als Backup von Carter Hutton einen Platz im NHL-Aufgebot der Sabres. In den folgenden beiden Jahren war er jeweils der Torwart mit den meisten Einsätzen für Buffalo, ohne sich jedoch bisher als klare „Nummer 1“ zu etablieren.
Nach insgesamt sechs Spielzeiten im Trikot der Sabres verließ der Schwede das Team im Sommer 2021 und wechselte als Free Agent zu den Boston Bruins. Dort unterzeichnete er einen mit insgesamt 20 Millionen US-Dollar dotierten Vierjahresvertrag. Im Trikot der Bruins erzielte Ullmark am 25. Februar 2023 ein Empty Net Goal im Spiel gegen die Vancouver Canucks und wurde somit zum erst 13. Torhüter der NHL-Historie, dem ein Tor gelang. Die Saison beendete Boston als das Team mit den wenigsten Gegentoren, sodass Ullmark und sein Backup Jeremy Swayman die William M. Jennings Trophy gewannen. Der Schwede selbst führte die gesamte Liga jedoch auch in puncto Gegentorschnitt (1,89), Fangquote (93,8) und Siegen (40) an, sodass er als voraussichtlicher Sieger der Vezina Trophy galt, die er wenig später auch erhielt. Außerdem egalisierte er mit seinen 40 gewonnenen Partien den Franchise-Rekord, den er nun gemeinsam mit Pete Peeters (1982/83) hält. Darüber hinaus wurde er im NHL First All-Star Team berücksichtigt.
Nach drei Jahren in Boston wurde Ullmark im Juni 2024 an die Ottawa Senators abgegeben, während die Bruins Joonas Korpisalo, Mark Kastelic sowie ein Erstrunden-Wahlrecht im NHL Entry Draft 2024 erhielten. Dabei übernahmen die Senators weiterhin ein Viertel von Korpisalos Gehalt. In Ottawa unterzeichnete Ullmark im Oktober 2024 einen neuen Vierjahresvertrag, der ihm mit Beginn der Saison 2025/26 ein durchschnittliches Jahresgehalt von 8,25 Millionen US-Dollar einbringen soll.

### International
Ullmark kam in den schwedischen Nachwuchsnationalmannschaften sporadisch zu Einsätzen, ohne jedoch an einem größeren Turnier teilzunehmen. Während der Saison 2013/14 debütierte er für die A-Nationalmannschaft seines Heimatlandes im Rahmen der Euro Hockey Tour. Darüber hinaus gehörte er wenig später auch zum Kader der Tre Kronor bei der Weltmeisterschaft 2014 und gewann dort mit dem Team die Bronzemedaille, blieb dabei allerdings als dritter Torwart hinter Anders Nilsson und Joacim Eriksson ohne Einsatz.

## Erfolge und Auszeichnungen
| - 2014 Honkens trofé - 2017 Teilnahme am AHL All-Star Classic - 2018 Teilnahme am AHL All-Star Classic - 2023 Teilnahme am NHL All-Star Game | - 2023 William M. Jennings Trophy (gemeinsam mit Jeremy Swayman) - 2023 Vezina Trophy - 2023 NHL First All-Star Team |

### International
- 2014 Bronzemedaille bei der Weltmeisterschaft

## Karrierestatistik
Stand: Ende der Saison 2024/25

### International
Vertrat Schweden bei:
- Weltmeisterschaft 2014
- Weltmeisterschaft 2022
- 4 Nations Face-Off 2025

(Legende zur Torhüterstatistik: GP oder Sp = Spiele insgesamt; W oder S = Siege; L oder N = Niederlagen; T oder U oder OT = Unentschieden oder Overtime- bzw. Shootout-Niederlage; Min. = Minuten; SOG oder SaT = Schüsse aufs Tor; GA oder GT = Gegentore; SO = Shutouts; GAA oder GTS = Gegentorschnitt; Sv% oder SVS% = Fangquote; EN = Empty Net Goal; 1 Play-downs/Relegation; Kursiv: Statistik nicht vollständig)